# Asociación de Academias de la Lengua Española
La Asociación de Academias de la Lengua Española (ASALE) es la entidad y el organismo institucional internacional encargada de reunir a las distintas academias de la lengua española con el fin de impulsar la unidad, integridad y desarrollo del idioma español.
Se conformó en México en 1951, originariamente integrada por las veinte academias ya existentes en los países soberanos donde el español es, o era al momento de la conformación, como en el caso de la Filipinas, lengua tanto oficial como vehicular (más Filipinas, que ya contaba con una academia propia). Actualmente son veinticuatro las academias de la lengua española que la conforman, con incorporaciones de instituciones fundadas posteriormente en países con fuerte presencia de la comunidad hispanohablante (por ejemplo, Estados Unidos) y vínculos históricos con España.
Su comisión permanente se encuentra en Madrid, España, ciudad en la que también se encuentran la sede de la Real Academia Española (RAE) y la sede central del Instituto Cervantes. El lema de la Asociación es «Una estirpe, una lengua y un destino».

## Historia

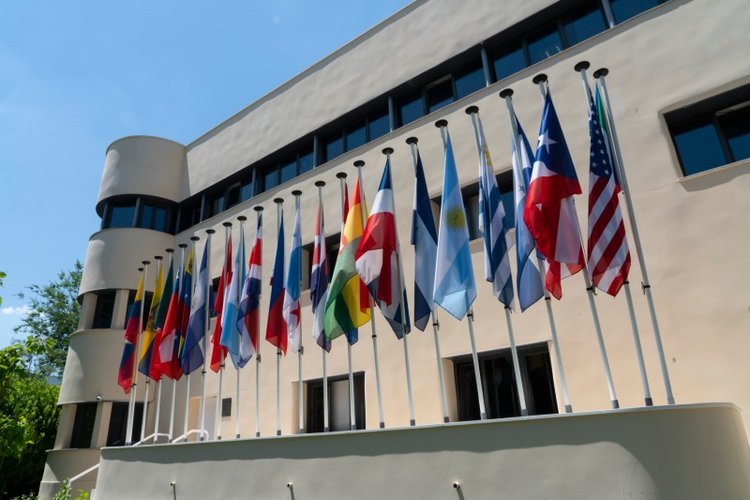
Edificio de la sede de la secretaría y centro de estudios de la ASALE y RAE, en la calle Serrano 187-189 de Madrid.

En abril de 1951, por iniciativa del entonces presidente de México, Miguel Alemán Valdés, se convocó el I Congreso de Academias en lo que sería el primero de los dieciséis congresos ordinarios de la Asociación de Academias de la Lengua Española (ASALE) hasta la fecha. Precisamente la Real Academia Española (RAE), por motivos políticos, no estuvo presente en esa primera convocatoria. Celebrado entre el 23 de abril y el 6 de mayo de 1951, se creó en el marco del congreso la Asociación y la Comisión Permanente de la ASALE, en la que España sí participó en aquel año. Desde el II Congreso, celebrado en 1956 en Madrid, sede permanente de la ASALE, la RAE ha participado regularmente en sus congresos y sesiones.
Dicha colaboración entre la RAE y las academias de la lengua se expresa en la coautoría, a partir de la XXII edición (2001), del Diccionario de la lengua española, la Ortografía en sus ediciones de 1999 y 2010, considerada una obra panhispánica, y el Diccionario panhispánico de dudas (2005).
Obras conjuntas son la redacción por parte de la Asociación de la Gramática y la elaboración de un Diccionario de americanismos. Desde 2000 organiza la Escuela de Lexicografía Hispánica, que cuenta con becas otorgadas por un convenio entre la RAE y la Fundación Carolina para la formación de expertos en lexicografía del español.
La Asociación, junto a la Real Academia Española, fue galardonada con el Premio Príncipe de Asturias de la Concordia de 2000 con motivo de sus esfuerzos de colaboración y consenso.

## Organización de la asociación
La Asociación realiza un Congreso cada cuatro años, aunque diversas circunstancias han impedido en algunos momentos de cumplir con esta aspiración. La dirección de la Asociación corresponde a la Comisión Permanente, integrada por un presidente (cargo ocupado por el director de la RAE), un secretario general (que recae en un académico de cualquiera de las academias asociadas, excepto la RAE, elegido por el Congreso), el tesorero designado por la RAE y cuatro vocales de las academias asociadas que se turnan anualmente. Desde 1970, en el III Congreso de Academias celebrado en Bogotá, Colombia, se aprueba un convenio multilateral por el cual los gobiernos de los países que cuentan con una academia de la lengua se comprometen a apoyarla y dotarla de los medios físicos y financieros para la realización de sus actividades. Estas medidas también se aplican a la Asociación de Academias de la Lengua Española.

## Academias integrantes
Las siguientes Academias de la Lengua Española integran la Asociación (ordenadas por año de creación):

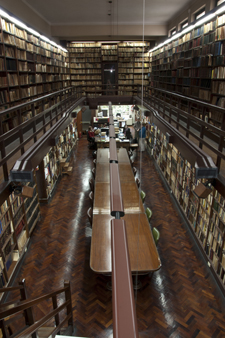
Interior de la AAL, en Buenos Aires.

| País                         | Academia                                      | Año de creación | Sede                | Foto de la sede |
| ---------------------------- | --------------------------------------------- | --- | ------------------- | --------------- |
| España                       | Real Academia Española                        | 1713 | Madrid              |                 |
| Colombia                     | Academia Colombiana de la Lengua              | 1871 | Bogotá              |                 |
| Ecuador                      | Academia Ecuatoriana de la Lengua             | 1874 | Quito               |                 |
| México                       | Academia Mexicana de la Lengua                | 1875 | Ciudad de México    |                 |
| El Salvador                  | Academia Salvadoreña de la Lengua             | 1875 | San Salvador        |                 |
| Venezuela                    | Academia Venezolana de la Lengua              | 1883 | Caracas             |                 |
| Chile                        | Academia Chilena de la Lengua                 | 1885 | Santiago de Chile   |                 |
| Perú                         | Academia Peruana de la Lengua                 | 1887 | Lima                |                 |
| Guatemala                    | Academia Guatemalteca de la Lengua            | 1887 | Ciudad de Guatemala |                 |
| Costa Rica                   | Academia Costarricense de la Lengua           | 1923 | San José            |                 |
| Filipinas                    | Academia Filipina de la Lengua Española       | 1924 | Manila              |                 |
| Panamá                       | Academia Panameña de la Lengua                | 1926 | Ciudad de Panamá    |                 |
| Cuba                         | Academia Cubana de la Lengua                  | 1926 | La Habana           |                 |
| Paraguay                     | Academia Paraguaya de la Lengua Española      | 1927 | Asunción            |                 |
| Bolivia                      | Academia Boliviana de la Lengua               | 1927 | La Paz              |                 |
| República Dominicana         | Academia Dominicana de la Lengua              | 1927 | Santo Domingo       |                 |
| Nicaragua                    | Academia Nicaragüense de la Lengua            | 1928 | Managua             |                 |
| Argentina                    | Academia Argentina de Letras                  | 1931 | Buenos Aires        |                 |
| Uruguay                      | Academia Nacional de Letras del Uruguay       | 1943 | Montevideo          |                 |
| Honduras                     | Academia Hondureña de la Lengua               | 1949 | Tegucigalpa         |                 |
| Puerto Rico                  | Academia Puertorriqueña de la Lengua Española | 1955 | San Juan            |                 |
| Estados Unidos               | Academia Norteamericana de la Lengua Española | 1973 — Integrada en la ASALE desde 1980.                                                                                     | Nueva York          |                 |
| Guinea Ecuatorial            | Academia Ecuatoguineana de la Lengua Española | 2013 — Integrada en la ASALE desde 2016.                                                                                     | Malabo              |                 |
| En proceso de incorporación: |                                               | |                     |                 |
| Israel                       | Academia Nacional del Judeoespañol            | 2018 — Reconocida por la ASALE en 2020, año en que su presidencia fue incorporada al panel de presidencias de la asociación. | Jerusalén           |                 |

### Últimas incorporaciones

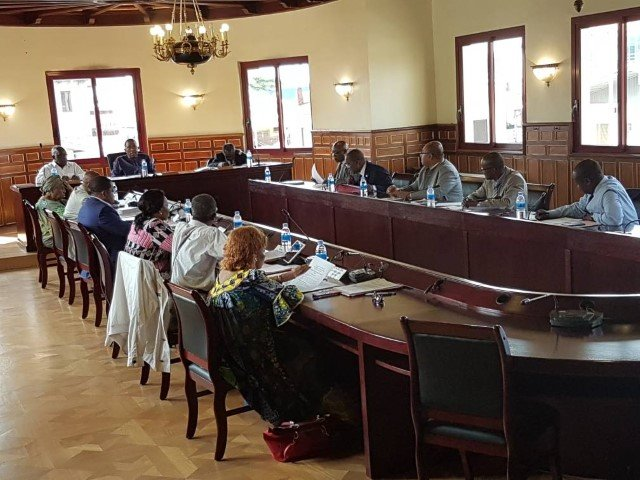
Reunión de académicos de la Academia Ecuatoguineana de la Lengua Española.

A partir de los estatutos de 1859, se regula que la Real Academia Española pueda designar como académicos correspondientes a personalidades extranjeras de países vinculados de una u otra manera con la lengua española. Estos académicos, al llegar a cierta masa crítica, se coordinarán para ir dando lugar a partir de 1871 a la aparición de nuevas Academias, primero en países donde era lengua oficial y más tarde, a partir de la segunda mitad del siglo xx, en países con fuerte presencia de la lengua española, en todas sus variedades, como la fundación en 1973 de la Academia Norteamericana de la Lengua Española y su incorporación a la ASALE en 1980.
En 2009, la Real Academia Española incluyó en el plantel de académicos a cinco miembros de Guinea Ecuatorial, república africana que formaba parte del grupo de países que, pese a su estrecha vinculación histórica con España y tener una importante porción de su población integrada en un entorno cultural hispanohablante, no contaba con una institución académica propia de la lengua española. Consecuentemente, a finales de 2013, el presidente de Guinea Ecuatorial, Teodoro Obiang, inauguró la Academia Ecuatoguineana de la Lengua Española, anunciada oficialmente por el entonces director de la Real Academia Española, José Manuel Blecua Perdices. Desde el 19 de marzo de 2016 pertenece a la Asociación de Academias de la Lengua Española. Los trámites para el ingreso de esta academia habían empezado un año antes.

### En proceso de incorporación

#### Academia del judeoespañol
La última academia reconocida por la ASALE ha sido la Academia Nacional del Judeoespañol (propio: Academia Nasionala del Ladino), con sede en Jerusalén, si bien hoy en día aún no está integrada en la ASALE (sin embargo, su presidenta forma parte del panel de presidentes de las academias de la ASALE).
La fundación de una academia judeoespañola se ha considerado una tarea pendiente desde hace años, considerada prioritaria e impulsada por personalidades como el presidente de la ASALE, Santiago Muñoz Machado, y por la propia comunidad judeoespañola, que ha manifestado su interés por la formalización de tales relaciones. El instituto sefardí se fundó en febrero de 2018. En enero de 2020, tuvo lugar la primera asamblea plenaria de los veintidós académicos de la institución, en octubre del mismo año fue reconocida formalmente por la ASALE, y en diciembre, en plena segunda oleada de la pandemia de COVID-19, se presentó oficialmente como la Academia Nacional del Judeoespañol, acordando el nombre oficial del instituto en ambas lenguas, a saber, ladino y español. En enero de 2021, fue confirmada como primera presidenta de la Academia la lingüista y catedrática Ora Schwarzwald.
Visto por cierta parte de la comunidad lingüística como un habla propia con rasgos propios —y heterogéneos—, el judeoespañol es considerado no obstante por la ASALE como variedad de la lengua española, que conserva muchos rasgos del castellano anterior al siglo XVI. Su incorporación a la familia de academias de la lengua es, ciertamente, interesante desde el punto de vista regulatorio, siendo la primera Academia que sería exenta de las recomendaciones de la ASALE referentes al desarrollo de la lengua española moderna. Tampoco está claro cuál sería la posición de variantes como la haquetía dentro de esta institución, que se han alejado del ladino, y por tanto del español (con fuertes influencias de hablas locales, sobre todo el árabe marroquí), pero que sin embargo siguen siendo lenguas judeoespañolas.

## Congresos ordinarios
| Núm. | Fecha                                      | Ciudad       | País        | Notas                                                        |
| ---- | ------------------------------------------ | ------------ | ----------- | ------------------------------------------------------------ |
| I    | 23 de abril al 6 de mayo de 1951           | México       | México      | No estuvo presente la RAE por motivos políticos.             |
| II   | 22 de abril al 2 de mayo de 1956           | Madrid       | España      |                                                              |
| III  | 27 de julio al 6 de agosto de 1960         | Bogotá       | Colombia    |                                                              |
| IV   | 30 de noviembre al 10 de diciembre de 1964 | Buenos Aires | Argentina   | No asistió la delegación de Cuba                             |
| V    | 24 de julio al 19 de agosto de 1968        | Quito        | Ecuador     | No asistieron las delegaciones de Cuba y Venezuela.          |
| VI   | 20 al 29 de noviembre de 1972              | Caracas      | Venezuela   |                                                              |
| VII  | 13 al 23 de noviembre de 1976              | Santiago     | Chile       | No asistieron las delegaciones de Cuba y México.             |
| VIII | 20 y el 27 de abril de 1980                | Lima         | Perú        | No asistió la delegación de Cuba                             |
| IX   | 8 al 15 de octubre de 1989                 | San José     | Costa Rica  | No asistieron las delegaciones de Cuba, Paraguay y Honduras. |
| X    | 24 al 29 de abril de 1994                  | Madrid       | España      |                                                              |
| XI   | 15 y el 19 de noviembre de 1998            | Puebla       | México      |                                                              |
| XII  | 12 y el 15 de noviembre de 2002            | San Juan     | Puerto Rico |                                                              |
| XIII | 21 al 24 de marzo de 2007                  | Medellín     | Colombia    |                                                              |
| XIV  | 21 al 25 de noviembre de 2011              | Panamá       | Panamá      |                                                              |
| XV   | 22 al 25 de noviembre de 2015              | México       | México      |                                                              |
| XVI  | 4 al 8 de noviembre de 2019                | Sevilla      | España      |                                                              |
| XVII | 11 al 13 de noviembre de 2024              | Quito        | Ecuador     |                                                              |

## Otras entidades de la lengua española en el mundo

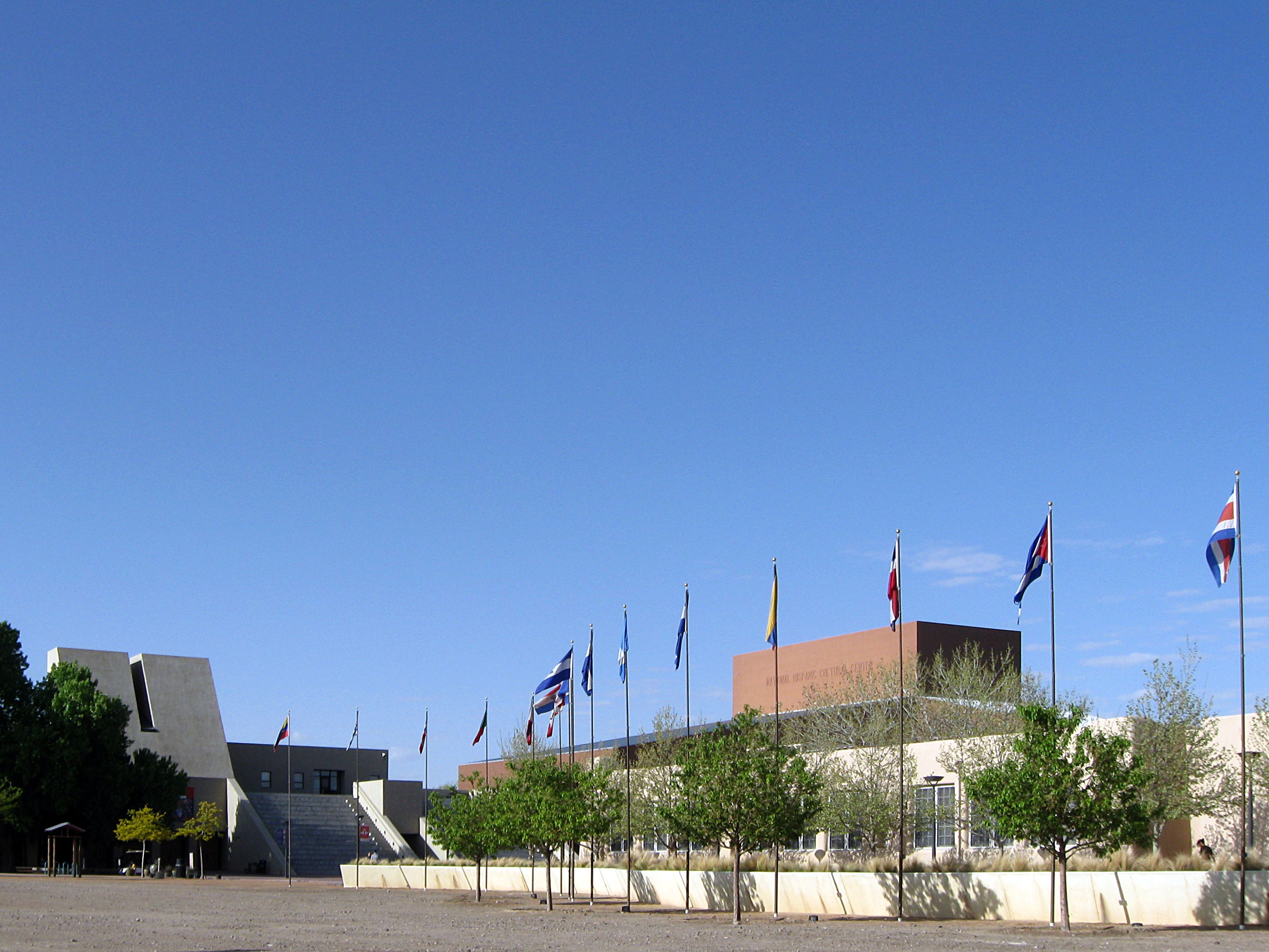
El Centro Cultural Nacional Hispano en Nuevo México (Estados Unidos), creada en el 2000 para preservar y promover la cultura del mundo hispano en Estados Unidos.

Más allá de las Academias de la Lengua Española, que son las entidades reguladoras pertenecientes a la ASALE en cada país, y el Instituto Cervantes, una entidad española con sedes en distintos países, existen otras entidades con carácter oficial en sus respectivos países que forman parte de la red de instituciones cuya misión es conservar y divulgar el idioma español. Dichas instituciones, reconocidas por la ASALE como entidades divulgadoras de la lengua española, son:
| País/Región            | Asociación |
| ---------------------- | --- |
| África                 | - Asociación Africana de Profesores de Español como Lengua Extranjera — 2013 - Asociación de Hispanistas del Sur de África — 2017 |
| Alemania               | - Asociación Alemana de Profesores de Español — 1970 - Instituto de Estudios latinoamericanos de la Universidad Libre de Berlín — 1970 - Asociación Alemana de Hispanistas — 1997 |
| América Latina         | - Asociación de Lingüística y Filología de América Latina — 1964 - Asociación de Estudios latinoamericanos — 1966 |
| Argelia                | - Asociación de Estudiantes de Español en Argelia — 2018 |
| Argentina              | - Instituto de Literatura Hispanoamericana de la Universidad de Buenos Aires — 1935 - Asociación Argentina de Hispanistas — 1986 - Centro de Estudios Hispanoamericanos de Santa Fe — 1990 - Asociación Argentina de Docentes de Español — 2003 - Fundación Instituto Internacional de la Lengua Española — 2004 - Centro de Estudios en Literatura Argentina — 2006 |
| Asia                   | - Asociación Asiática de Hispanistas — 1986 |
| Australasia            | - Asociación de Estudios Ibéricos y latinoamericanos de Australasia — 1993 |
| Australia              | - Asociación de Profesores de Español de Nueva Gales del Sur — 2006 |
| Austria                | - Asociación Austriaca de Profesores de Español — 1987 - Agrupación de Lengua y Cultura españolas de Austria |
| Bélgica                | - Sociedad Belga de Profesores de Español — 1975 - Grupo Interuniversitario de Estudios latinoamericanos de Bélgica — 1986 |
| Benelux                | - Asociación de Hispanistas del Benelux — 2004 |
| Benín                  | - Asociación de profesores de Español de Benín — 1997 |
| Bolivia                | - Instituto Boliviano de Lexicografía — 1995 - Centro de Literatura Boliviana — 2001 |
| Brasil                 | - Asociación de Profesores de Español del Estado de Río de Janeiro — 1981 - Asociación de Profesores de Español del Estado de São Paulo — 1983 - Asociación de Profesores de Enseñanza de Español del Estado de Bahía — 1987 - Asociación de Profesores de Español del Estado de Pernambuco — 1989 - Asociación Brasileña de Hispanistas — 2000 |
| Bulgaria               | - Asociación de Periodistas Hispanohablantes de Bulgaria — 2003 |
| Camerún                | - Asociación Camerunesa de Hispanistas — 1994 - Asociación de Profesores de Español de Camerún — 2016 |
| Canadá                 | - Asociación Canadiense de Hispanistas — 1964 - Asociación Canadiense de Estudios Latinoamericanos y del Caribe — 1969 - Asociación de Profesores de Español de Quebec — 1971 - Asociación de Profesores Hispano-Canadienses — 2004 |
| Chile                  | - Centro de Estudios de Literatura Chilena — 1986 - Asociación Chilena de Escuelas de Español — 2010 |
| China                  | - Asociación China del Estudio de la Literatura Española, Portuguesa y Latinoamericana — 1979 - Sociedad China para la Enseñanza e Investigación de las Lenguas Española y Portuguesa — 1982 |
| Chipre                 | - Asociación de Profesores de Español de Chipre — 1993 |
| Colombia               | - Instituto Caro y Cuervo — 1942 - Asociación de Escritores y Artistas de Colombia — 1954 - Asociación Colombiana de Profesores de Español — 2001 |
| Corea del Sur          | - Asociación Coreana de Hispanistas — 1981 - Asociación Coreana de Estudios Latinoamericanos — 1986 |
| Costa de Marfil        | - Asociación Ivoriana de Profesores de Español de Secundaria — 1998 |
| Costa Rica             | - Escuela de Filología, Lingüística y Literatura de la Universidad de Costa Rica — 1974 |
| Croacia                | - Asociación Croata de Profesores de Español — 2001 - Asociación hispano-Croata — 2021 |
| Cuba                   | - Instituto de Literatura y Lingüística José Antonio Portuondo Valdor — 1965 - Centro Hispanoamericano de Cultura — 2004 |
| Dinamarca              | - Asociación Danesa de Profesores de Español — 1975 |
| Ecuador                | - Asociación Ecuatoriana de Centros de Enseñanza de Español — 2009 |
| Egipto                 | - Asociación de Hispanistas de Egipto — 1968 |
| Emiratos Árabes Unidos | - Asociación de Profesores de Español en Emiratos Árabes Unidos — 2012 |
| Eslovenia              | - Asociación Eslovena de Profesores de Español — 2010 |
| Eslovaquia             | - Asociación Eslovaca de Profesores de Español — 1993 |
| España                 | - Escuela Oficial de Idiomas — 1911 - Casa de Velázquez — 1920 - Escuela de Estudios Hispano-Americanos — 1942 - Acción Cultural Miguel de Cervantes — 1983 - Asociación para la Enseñanza del Español como Lengua Extranjera — 1987 - Asociación de Profesores de Español de Escuelas Oficiales de Idiomas de Castilla y León — 1988 - Fundación Duques de Soria — 1989 - Asociación Andaluza de Profesores de Español «Elio Antonio de Nebrija» — 1990 - Asociación de Profesores de Español «Francisco de Quevedo» de Madrid — 1991 - Instituto Cervantes — 1991 - Asociación Española de Estudios Literarios Hispanoamericanos — 1992 - Sociedad de Literatura Española del Siglo XIX — 1992 - Fundación Comillas — 1993 - Academia Canaria de la Lengua — 1999 - Escuela de Lexicografía Hispánica — 2001 - Federación Internacional de Asociaciones de Profesores de Español — 2001 - Instituto Castellano y Leonés de la Lengua — 2002 - Universidad Virtual de la Lengua y la Cultura Españolas — 2003 - Fundéu BBVA — 2005 - Asociación Española de Militares Escritores — 2007 - Asociación Internacional para el Estudio de Manuscritos Hispánicos — 2015 - Sistema Internacional de Certificación del Español como Lengua Extranjera — 2017 - Asociación Conde de Salía — 2021 |
| España y Portugal      | - Instituto Iberoamericano de Estudios Jurídicos — 2014 |
| Estados Unidos         | - Asociación Americana de Profesores de Español y Portugués — 1917 - Instituto Internacional de Literatura Iberoamericana de la Universidad de Pittsburgh — 1938 - Academia estadounidense de Historiadores de Investigación sobre la España medieval — 1974 - Asociación Nacional de Periodistas Hispanos — 1984 - Centro Cultural Nacional Hispano — 2000 - Asociación Internacional de Poetas y Escritores hispanos — 2007 |
| Estonia                | - Asociación de Profesores de Español de Estonia — 2014 |
| Europa                 | - Asociación Europea de Profesores de Español — 1968 |
| Filipinas              | - Círculo hispano-filipino — 2001 - Asociación de Profesores de Español de Cebú — 2014 - Asociación filipina de enseñanza de Español como Lengua Nacional — 2019 - Asociación Cultural Héroes de Cavite — 2020 |
| Finlandia              | - Asociación de Profesores de Español de Finlandia — 1980 |
| Francia                | - Sociedad de Hispanistas Franceses — 1963 - Asociación Francesa de Profesores de Español — 1973 - Centro de Estudios Ibéricos e Iberoamericanos de la Universidad Federal de Toulouse Midi-Pyrénées |
| Gabón                  | - Asociación de Profesores de Español de Gabón — 2016 |
| Ghana                  | - Asociación Ghanesa de Hispanistas — 2009 |
| Georgia                | - Sociedad de Hispanistas de Georgia — 2024 |
| Guam                   | - Círculo Cervantino de Guam — 1958 |
| Guinea Ecuatorial      | - Centro Cultural Hispano-Guineano — 1982 - Centro Cultural de España en Malabo — 2003 |
| Grecia                 | - Asociación de Hispanistas Griegos — 1997 - Asociación de profesores de español e hispanistas en Grecia — 1991 - Unión Hispano-Helena de Lengua y Cultura — 2014 |
| Hungría                | - Asociación Húngara de Profesores de Español — 1998 |
| Iberoamérica           | - Organización de Estados Iberoamericanos para la Educación, la Ciencia y la Cultura — 1949 - Red Iberoamericana de Terminología — 1988 - Asociación de Estados Iberoamericanos para el Desarrollo de las Bibliotecas Nacionales de Iberoamérica — 1989 - Instituto Iberoamericano de Altos Estudios Judiciales — 2014 |
| India                  | - Asociación de Profesores de Español en el Sur de la India — 2018 - Asociación de Profesores de Español en la India — 2024 |
| Indonesia              | - Asociación Iberoamericana de Yakarta — 1978 - Instituto Nebrija de Yakarta — 2018 |
| Irán                   | - Instituto de la Lengua Española Alborz — 1999 |
| Irlanda                | - Asociación de Profesores de Español de Irlanda — 2013 |
| Islandia               | - Asociación de Profesores de Español en Islandia — 1992 |
| Israel                 | - Asociación Israelí de Profesores de Español — 1992 - Asociación de Hispanistas Israelíes — 2007 |
| Italia                 | - Asociación de Hispanistas Italianos — 1973 - Asociación Italiana de Estudios Iberoamericanos — 2009 |
| Jamaica                | - Asociación Nacional de Profesores de Español de Jamaica |
| Japón                  | - Asociación Japonesa de Hispanistas — 1955 - Asociación Japonesa de América Latina y el Caribe — 1959 - Asociación Japonesa de Estudios latinoamericanos — 1979 - Sociedad Japonesa de Historia de España — 1979 - Círculo Hispano de Narita |
| Kenia                  | - Asociación de Profesores de Español de Kenia — 2007 |
| Liechtenstein          | - Agrupación de Lengua y Cultura españolas de Liechtenstein |
| Madagascar             | - Asociación de Profesores de Español de Madagascar — 1996 |
| Malasia                | - Asociación de Profesores y Estudiantes de Español de Malasia — 2017 |
| Malta                  | - Centro Cultural hispano-Maltés — 1984 |
| Marruecos              | - Asociación de Hispanistas Marroquíes — 1989 - Asociación de Escritores Marroquíes en Lengua Española — 1997 - Asociación Marroquí de Estudios Ibéricos e Iberoamericanos — 2017 |
| México                 | - Centro de Estudios Lingüísticos y Literarios de México — 1947 - Asociación de Escritores de México — 1964 - Asociación Mexicana de Español como Lengua Extranjera — 1981 - Asociación Mexicana de Profesores de Lengua y Literatura, A. C. — 1997 - Asociación Mexicana de Institutos de Español — 2005 - Instituto Digital César Chávez para el Español en Norteamérica — 2021 |
| Mundo                  | - Asociación Internacional de Hispanistas — 1962 |
| Mundo árabe            | - Asociación de Hispanistas Árabes — 2011 |
| Noruega                | - Asociación Noruega de profesores de Español — 2000 |
| Nueva Zelanda          | - Asociación de Profesores de Español de Nueva Zelanda — 1996 |
| Países Bajos           | - Centro de Estudios y Documentación Latinoamericanos de los Países Bajos — 1964 - Asociación de Profesores de Español de los Países Bajos — 1983 |
| Paraguay               | - Sociedad de Escritores del Paraguay — 1987 |
| Perú                   | - Instituto de Estudios Peruanos — 1964 - Casa de la Literatura Peruana — 2009 - Asociación Peruana de Profesores de Español — 2020 |
| Polonia                | - Asociación Polaca de Hispanistas — 1985 |
| Portugal               | - Centro de Estudios de Español de Portugal — 1990 - Asociación Portuguesa de Profesores de Español — 2000 - Asociación Portuguesa de Hispanistas — 2004 |
| Puerto Rico            | - Instituto de Literatura Puertorriqueña — 1938 - Instituto de Estudios del Caribe — 1958 - Asociación Puertorriqueña de Profesores de Español — 2001 |
| Reino Unido e Irlanda  | - Asociación de Hispanistas de Gran Bretaña e Irlanda — 1955 |
| Reino Unido            | - Asociación de Profesores de Español del Reino Unido — 1994 |
| República Checa        | - Asociación de Hispanistas Checos — 2009 |
| Rumania                | - Asociación de Estudios Iberoamericanos de Rumania — 2012 |
| Rusia                  | - Asociación de Hispanistas de Rusia — 1994 - Asociación de Estudios sobre el Mundo Iberoamericano — 2004 |
| Sahara Occidental      | - Unión de Periodistas y Escritores Saharauís — 2005 |
| Senegal                | - Asociación de Profesores de Español de Senegal — 1985 |
| Serbia                 | - Asociación de Hispanistas de Serbia — 2008 - Asociación de Profesores de Español en Serbia — 2016 |
| Suecia                 | - Asociación de Profesores de Español de Estocolmo — 1972 - Asociación de Profesores de Español del Oeste de Suecia — 1982 - Asociación de Profesores de Español del Sur de Suecia — 1982 - Instituto Nórdico de Estudios latinoamericanos — 2020 |
| Suiza                  | - Asociación Suiza de Profesores de Español — 1980 - Sociedad Suiza de Estudios Hispánicos — 1969 - Agrupaciones de Lengua y Cultura españolas de Suiza - Centro Cultural Hispanoamericano de Zúrich - Instituto de Lengua y Literaturas Hispánicas de la Universidad de Berna |
| Tailandia              | - Instituto Español de Bangkok — 2010 |
| Taiwán                 | - Asociación Taiwanesa de Hispanistas — 2021 |
| Trinidad y Tobago      | - Asociación de Profesores de Español de Trinidad y Tobago — 2019 |
| Túnez                  | - Asociación Tunecina de Profesores y Estudiantes de Español — 2011 - Asociación de Profesores de Español en Túnez — 2019 |
| Turquía                | - Centro de Estudios Latinoamericanos de la Universidad de Ankara — 2009 |
| Ucrania                | - Asociación de Hispanistas de Ucrania — 2009 |
| Uruguay                | - Centro de Estudios Literarios Iberoamericanos Mario Benedetti — 1999 - Sociedad de Profesores de Idioma Español de Uruguay — 2006 - Asociación Uruguaya de Profesores de Español como Lengua Extranjera — 2012 |
| Venezuela              | - Asociación Latinoamericana de Investigadores de la Comunicación — 1978 - Centro de Divulgación de Literatura Venezolana e Hispanoamericana — 1989 - Asociación Venezolana para la Enseñanza del Español como Lengua Extranjera — 1990 |